# 天祝黄堇
天祝黄堇（学名：Corydalis tianzhuensis）为罂粟科紫堇属下的一个种。

## 扩展阅读
- 維基物種上的相關：天祝黄堇